# 2841 Puijo
2841 Puijo (1943 DM) là một tiểu hành tinh vành đai chính do Liisi Oterma phát hiện tại Turku ngày 26.2.1943.